# Лі Банджа
У цьому корейському імені прізвище (Лі) стоїть перед особовим ім'ям.

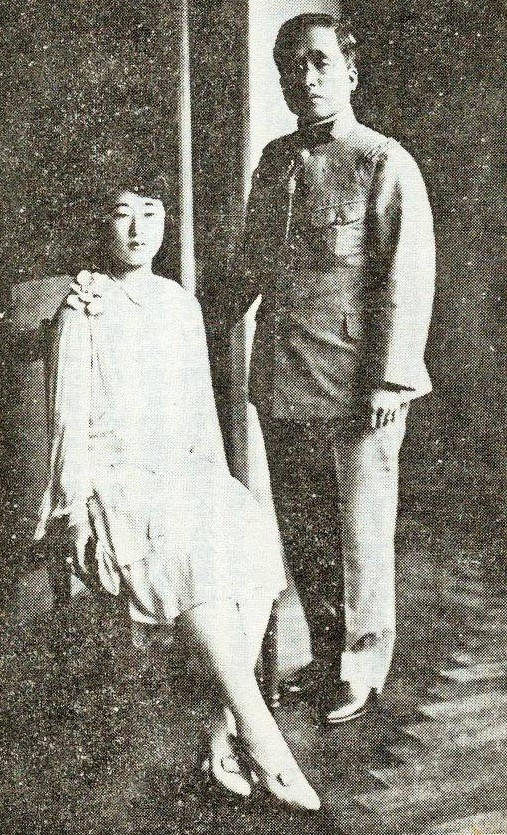
Весільне фото

Лі Банджа, кронпринцеса Кореї (кор.: хангиль: 이방자 ; 4 листопада 1901 — 30 квітня 1989) — дружина наслідного принца Ийміна, останнього наслідного принца Корейської імперії. Вона народилася як принцеса Масако Нашімото (方子女王 (яп. Masako Joō)), член японської імператорської родини. У 1973 році вона написала свою автобіографію «Світ єдиний: автобіографія принцеси Лі Банджа».

## Народження
Уроджена принцеса Масако Нашімото (яп. 方子女王), вона була першою донькою члена японської імператорської родини принца Насімото Морімаси, сьомого сина принца Куні Асахіко та його дружини, принцеси Іцуко, доньки маркіза Наохіро Набешіми. Вона була двоюрідною сестрою японської імператриці Кодзюн. По материнській лінії вона також була двоюрідною сестрою принцеси Сецуко.

## Шлюб
Принцеса Масако була головною кандидаткою на шлюб з наслідним принцом Японії, майбутнім імператором Хірохіто. Серед інших кандидаток були принцеса Нагако з Куні (яка стала майбутньою імператрицею Кодзюн) і Токіко Ічідзьо, дочка принца Ічідзьо Санетеру. Одними з причин її виключення зі списку кандидаток були ймовірність безпліддя та слабкий політичний вплив її родини. Однак замість цього принцесу Масако було обрано, щоб вийти заміж за наслідного принца Кореї Ийміна, якого японський уряд утримував у заручниках під виглядом навчання за кордоном у 1917 році. Весілля відбулося 28 квітня 1920 року в корейській королівській резиденції в Токіо. Принцеса Масако на той час ще була ученицею жіночого відділення Школи однолітків Гакусюїн. Її новим титулом став Її Королівська Вельможність кронпринцеса Короля Ї (яп. 李王世子妃). Крім того, титул, який вона отримала від народження, принцеса Масако, зберегла і після того, як вийшла заміж. Незважаючи на несприятливий діагноз фертильності до одруження, 18 серпня 1921 року вона народила сина, принца Джіна. Однак принц Джін помер 11 травня 1922 року за підозрілих обставин, коли вона відвідала Корею зі своїм чоловіком.
24 квітня 1926 року принцеса Масако отримала офіційний титул Її Королівська Вельможність Принцеса Масако, Королева Лі (яп. 李王妃方子女王), коли помер імператор Сунджон, старший брат кронпринца Ийміна. За умовами Японсько-Корейського договору про приєднання Кореї до Японії Корейський королівський титул було знижено з «імператора» до «короля», а кронпринц Иймін ніколи не був офіційно коронований як монарх Кореї; тому в Кореї принцесу Масако пізніше називали «Банджа, кронпринцеса Иймін». 29 грудня 1931 року вона народила другого сина Лі Гу.

## Життя останньої кронпринцеси Кореї
Після закінчення Другої світової війни американською окупаційною владою були скасовані всі колишні королівські титули та титули перів; з тих пір принцеса Масако взяла корейське ім'я Лі Банджа. Страх Президента Республіки Корея Лі Синмана перед популярністю наслідного принца Ийміна не дозволив родині повернутися додому, і вони жили в злиднях як корейські жителі в Японії. У листопаді 1963 року Ї Банджа та її родина повернулися до Кореї на запрошення президента Пак Чон Хі, і їм було дозволено жити в палаці Чандук у центрі Сеула. Однак на той час кронпринц Юймін уже не мав свідомості через церебральний тромбоз і був терміново доставлений до сеульської лікарні Сунгмо, де він залишався прикутим до ліжка до кінця свого життя.
Після цього Лі Банджа присвятила себе освіті людей з розумовими та фізичними вадами. Вона послідовно стала головою різних комітетів, у тому числі Комеморального комітету наслідного принца Ийміна та Мьонхві-вон, притулку для глухонімих або пацієнтів, які страждають на дитячий параліч, і вона заснувала школу Джахє та школу Мьонхє, які допомагає інвалідам соціально адаптуватися. Її обожнювали як «матір інвалідів у Кореї», і, незважаючи на антияпонські настрої, що зберігалися в Кореї, вона була широко шанованою японкою в Кореї.
Деякі її родичі дому Нашімото відвідали Сеул у жовтні 2008 року, щоб віддати шану. Нашімото продовжували підтримувати її благодійні фонди для допомоги корейцям з обмеженими фізичними можливостями навіть після смерті принцеси в 1989 році.

## Смерть
Лі Банджа померла 30 квітня 1989 року у віці 87 років у залі Наксон палацу Чандук від раку. Її похорон відбувся як напівдержавний, на якому були присутні японський принц Мікаса та принцеса Мікаса, і її поховали поруч зі своїм чоловіком, наслідним принцом Ийміном, у Хон'юрину, Нам'янджу поблизу Сеула.

## Інший
Вона написала автобіографію «Світ єдиний: автобіографія принцеси Лі Банджі».

## Діти
1. Принц Лі Джін (кор.: хангиль: 이진, ханча: 李晋, НЛ: I Jin; 18 серпня; 李晋 18 серпня 1921;  — 11 травня 1922). Він отруївся під час візиту до Кореї з батьками. Його похорони відбулися 17 травня 1922 року, і він був похований у Кореї.
2. Принц Лі Ґу (кор.: хангиль: 이구, ханча: 李玖, НЛ: I Gu; 29 груд; 29 грудня 1931;  — 16 липня 2005). Принц Ґу став 29-м главою корейського імператорського дому після смерті свого батька.

## Походження
|  |                                       |  |  |  |  |  |  |  |  |  |  |  |  |  |  |  |
|  | 16. Садайоші, принц Фусімі            |  |  |  |  |  |  |  |  |  |  |  |  |  |  |  |
|  |                                       |  |  |  |  |  |  |  |  |  |  |  |  |  |  |  |
|  |                                       |  |  |  |  |  |  |  |  |  |  |  |  |  |  |  |
|  | 8. Принц Фушімі Куні                  |  |  |  |  |  |  |  |  |  |  |  |  |  |  |  |
|  |                                       |  |  |  |  |  |  |  |  |  |  |  |  |  |  |  |
|  |                                       |  |  |  |  |  |  |  |  |  |  |  |  |  |  |  |
|  | 4. Принц Куні Асахіко                 |  |  |  |  |  |  |  |  |  |  |  |  |  |  |  |
|  |                                       |  |  |  |  |  |  |  |  |  |  |  |  |  |  |  |
|  |                                       |  |  |  |  |  |  |  |  |  |  |  |  |  |  |  |
|  | 9. Торікоджі Нобуко, наложниця        |  |  |  |  |  |  |  |  |  |  |  |  |  |  |  |
|  |                                       |  |  |  |  |  |  |  |  |  |  |  |  |  |  |  |
|  |                                       |  |  |  |  |  |  |  |  |  |  |  |  |  |  |  |
|  | 2. Принц Насімото Морімаса            |  |  |  |  |  |  |  |  |  |  |  |  |  |  |  |
|  |                                       |  |  |  |  |  |  |  |  |  |  |  |  |  |  |  |
|  |                                       |  |  |  |  |  |  |  |  |  |  |  |  |  |  |  |
|  | 5. Харада Міцуе, наложниця            |  |  |  |  |  |  |  |  |  |  |  |  |  |  |  |
|  |                                       |  |  |  |  |  |  |  |  |  |  |  |  |  |  |  |
|  |                                       |  |  |  |  |  |  |  |  |  |  |  |  |  |  |  |
|  | 1. Принцеса Масако Нашімото           |  |  |  |  |  |  |  |  |  |  |  |  |  |  |  |
|  |                                       |  |  |  |  |  |  |  |  |  |  |  |  |  |  |  |
|  |                                       |  |  |  |  |  |  |  |  |  |  |  |  |  |  |  |
|  | 24. Набесіма Нарінао, 9-й даймьо Саґи |  |  |  |  |  |  |  |  |  |  |  |  |  |  |  |
|  |                                       |  |  |  |  |  |  |  |  |  |  |  |  |  |  |  |
|  |                                       |  |  |  |  |  |  |  |  |  |  |  |  |  |  |  |
|  | 12. Набесіма Наомаса                  |  |  |  |  |  |  |  |  |  |  |  |  |  |  |  |
|  |                                       |  |  |  |  |  |  |  |  |  |  |  |  |  |  |  |
|  |                                       |  |  |  |  |  |  |  |  |  |  |  |  |  |  |  |
|  | 25. донька князя Тотторі              |  |  |  |  |  |  |  |  |  |  |  |  |  |  |  |
|  |                                       |  |  |  |  |  |  |  |  |  |  |  |  |  |  |  |
|  |                                       |  |  |  |  |  |  |  |  |  |  |  |  |  |  |  |
|  | 6. Маркіз Набесіма Наохіро            |  |  |  |  |  |  |  |  |  |  |  |  |  |  |  |
|  |                                       |  |  |  |  |  |  |  |  |  |  |  |  |  |  |  |
|  |                                       |  |  |  |  |  |  |  |  |  |  |  |  |  |  |  |
|  | 3. Пані Набесіма Іцуко                |  |  |  |  |  |  |  |  |  |  |  |  |  |  |  |
|  |                                       |  |  |  |  |  |  |  |  |  |  |  |  |  |  |  |
|  |                                       |  |  |  |  |  |  |  |  |  |  |  |  |  |  |  |
|  | 28. "Джунґандзін" Хірохаші Міцунарі   |  |  |  |  |  |  |  |  |  |  |  |  |  |  |  |
|  |                                       |  |  |  |  |  |  |  |  |  |  |  |  |  |  |  |
|  |                                       |  |  |  |  |  |  |  |  |  |  |  |  |  |  |  |
|  | 14. Дайнагон граф Хірохасі Танехо     |  |  |  |  |  |  |  |  |  |  |  |  |  |  |  |
|  |                                       |  |  |  |  |  |  |  |  |  |  |  |  |  |  |  |
|  |                                       |  |  |  |  |  |  |  |  |  |  |  |  |  |  |  |
|  | 29. дочка Асукай Масаюкі              |  |  |  |  |  |  |  |  |  |  |  |  |  |  |  |
|  |                                       |  |  |  |  |  |  |  |  |  |  |  |  |  |  |  |
|  |                                       |  |  |  |  |  |  |  |  |  |  |  |  |  |  |  |
|  | 7. Леді Хірохаші Наґако               |  |  |  |  |  |  |  |  |  |  |  |  |  |  |  |
|  |                                       |  |  |  |  |  |  |  |  |  |  |  |  |  |  |  |
|  |                                       |  |  |  |  |  |  |  |  |  |  |  |  |  |  |  |

## Популярна культура
Лі Банджу зіграла Нахо Тода у фільмі «Остання принцеса» 2016 року.